# اتفاق بريسبا
اتفاق بريسبا تُعرف أيضًا باسم اتفاقية بريسبا أو معاهدة بريسبا هي اتفاقية تم التوصل إليها في 12 يونيو 2018 بين اليونان وجمهورية مقدونيا، تحت رعاية الأمم المتحدة لحل نزاع طويل الأمد حول اسم الأخيرة.
وقعت بجانب بحيرة بريسبا التي أخذت اسمها منها، وصدق عليها برلماني البلدين في 25 يناير 2019، ودخلت حيز التنفيذ في 12 فبراير 2019 عندما أبلغ البلدان الأمم المتحدة بانتهاء الصفقة بعد التصديق عليها. من بروتوكول الانضمام إلى الناتو لشمال مقدونيا في 8 فبراير. وهو يحل محل الاتفاقية المؤقتة لعام 1995 ويرى أن الاسم الدستوري للبلاد جمهورية مقدونيا قد تغير إلى جمهورية مقدونيا الشمالية.

## اسم المعاهدة
اتفاقية بريسبا هو الاسم المختصر للصفقة بين البلدين، والتي سميت على اسم الموقع الذي تم توقيعها فيه بحيرة بريسبا. اسمها الكامل هو: الاتفاق النهائي لتسوية الخلافات كما هو موصوف في قراري مجلس الأمن التابع للأمم المتحدة 817 (عام 1993) و845 (عام 1993)، وإنهاء الاتفاق المؤقت لعام 1995، وإقامة شراكة إستراتيجية بين الطرفين.

## خلفية
منذ تفكك يوغوسلافيا في عام 1991 كان استخدام اسم «مقدونيا» محل نزاع بين دول جنوب شرق أوروبا مثل اليونان وجمهورية مقدونيا (التي أصبحت الآن مقدونيا الشمالية). نشأ الخلاف من الغموض في التسمية بين دولة يوغوسلافيا السابقة، والمنطقة اليونانية المجاورة لمقدونيا، ومملكة مقدونيا القديمة. نقلاً عن الشواغل التاريخية والوحدوية عارضت اليونان استخدام الاسم «مقدونيا» من قبل جمهورية مقدونيا بدون تحديد جغرافي مثل «الشمالية» أو «العليا» للاستخدام «من قبل الجميع... ولجميع الأغراض».
نظرًا لأن ما يقرب من مليوني يوناني عرقي يعرّفون عن أنفسهم على أنهم مقدونيون ينظرون إلى أنفسهم على أنهم غير مرتبطين بالمقدونيين العرقيين، فقد اعترضت اليونان كذلك على استخدام مصطلح «المقدونية» لأكبر مجموعة عرقية في البلد المجاور ولغتها. اتُهمت جمهورية مقدونيا بالاستيلاء على رموز وشخصيات تعتبر تاريخيًا جزءًا من الثقافة اليونانية مثل فيرجينا صن والإسكندر الأكبر، والترويج للمفهوم الوحدوي لمقدونيا المتحدة، والذي يتضمن مطالبات إقليمية على اليونان وبلغاريا وألبانيا وصربيا.
قبل اتفاق بريسبا أشارت المنظمات الدولية مؤقتًا إلى جمهورية مقدونيا باسم «جمهورية مقدونيا اليوغوسلافية السابقة» (يُشار إليها أحيانًا باسم «جمهورية مقدونيا اليوغوسلافية السابقة».

## تاريخ الاتفاقية
أعلن رئيس الوزراء اليوناني أليكسيس تسيبراس في 12 يونيو 2018 أنه تم التوصل إلى اتفاق مع نظيره المقدوني زوران زاييف بشأن النزاع، «يغطي جميع الشروط المسبقة التي وضعها الجانب اليوناني». تم توقيع الاتفاقية في بحيرة بريسبا وهي هيئة مائية تشكل حدودًا مشتركة جزئية بين جمهورية مقدونيا الشمالية واليونان وألبانيا.
سيؤدي الاقتراح إلى إعادة تسمية جمهورية مقدونيا باسم جمهورية مقدونيا الشمالية، مع استخدام جميع الأغراض الجديدة، أي محليًا، في جميع العلاقات الثنائية وفي جميع المنظمات والمؤسسات الإقليمية والدولية.
تتضمن الصفقة الاعتراف باللغة المقدونية في الأمم المتحدة، مع الإشارة إلى أنها ضمن مجموعة اللغات السلافية الجنوبية، وأن جنسية الدولة ستسمى مقدونيًا / مواطن جمهورية مقدونيا الشمالية. كما أن هناك توضيحًا واضحًا مفاده أن مواطني الدولة ليسوا على صلة بالحضارة اليونانية القديمة التي سكنت سابقًا المناطق الشمالية من اليونان. على وجه التحديد تشير المادة 7 إلى أن كلا البلدين يقران بأن فهمهما لمصطلح «مقدونيا» و«مقدونيا» يشير إلى سياق تاريخي وتراث ثقافي مختلفين. عند الإشارة إلى اليونان، فإن هذه المصطلحات تشير إلى المنطقة والشعب في منطقتها الشمالية، وكذلك الحضارة والتاريخ والثقافة الهيلينية لتلك المنطقة. عند الإشارة إلى جمهورية مقدونيا تشير هذه المصطلحات إلى إقليمها ولغتها وشعبها، مع تاريخهم وثقافتهم الخاصة والمختلفة بشكل واضح.
بالإضافة إلى ذلك تنص الاتفاقية على إزالة شمس فيرجينا من الاستخدام العام في جمهورية مقدونيا الشمالية وتشكيل لجنة لمراجعة الكتب المدرسية والخرائط في كلا البلدين لإزالة المحتوى الوحدوي ومواءمتها مع اليونسكو ومعايير مجلس أوروبا. طُرحت هذه التغييرات للاستفتاء على مواطني جمهورية مقدونيا في خريف عام 2018.

## عودة الخلاف إلى الواجهة
أثارت رئيسة مقدونيا الشمالية الجديدة غوردانا سيليانوفسكا-دافكوفا جدلاً عندما امتنعت عن لفظ الاسم الجديد لبلدها خلال أدائها اليمين الدستورية، وخلف ذلك استياءً في الاتحاد الأوروبي وقوبل بالانتقاد من اليونان التي اعتبرت في بيان أن ما قامت به دافكوفا "انتهاك صارخ" لاتفاقية بريسبا التاريخية التي عقدت عام 2018.
وقالت دافكوفا أمام نواب البرلمان وضيوف آخرين خلال مراسم تنصيبها: "أعلن أنني سأمارس منصب رئيسة مقدونيا بضمير ومسؤولية وأنني سأحترم الدستور والقوانين وأنني سأصون سيادة مقدونيا وسلامة أراضيها واستقلالها".

## ترشيح جائزة نوبل للسلام
في 28 يناير 2019 تم التأكيد على ترشيح أليكسيس تسيبراس وزوران زاييف من قبل جائزة نوبل للحصول على جائزة نوبل للسلام لعام 2019.